# Ophionereididae
De Ophionereididae zijn een familie van slangsterren uit de orde Amphilepidida.

## Geslachten
- Ophiodoris Koehler, 1904
- Ophionereis Lütken, 1859
  - = Ophiotriton Döderlein, 1896
  - = Ophiocrasis H.L. Clark, 1911
- Ophioneroides Cherbonnier & Guille, 1978